# 上盛岡駅
上盛岡駅（かみもりおかえき）は、岩手県盛岡市本町通（ほんちょうどおり）3丁目にある、東日本旅客鉄道（JR東日本）山田線の駅である。

## 歴史
- 1923年（大正12年）10月10日：開業[2][3]。
- 1981年（昭和56年）10月1日：貨物の取り扱いを廃止[3]。
- 1982年（昭和57年）11月15日：荷物の扱いを廃止[4]。列車交換設備を撤去。駅員無配置駅となり[5]、盛岡駅からの職員派遣扱いに変わる。
- 1987年（昭和62年）4月1日：国鉄分割民営化により、東日本旅客鉄道の駅となる[2][3]。
- 1998年（平成10年）4月1日：無人化。
- 2024年（令和6年）10月1日：えきねっとQチケのサービスを開始[1][6]。

## 駅構造
単式ホーム1面1線を有する地上駅である。かつては相対式2面3線のホームと盛岡駅方に延びる貨物側線があり、また、北側には機回し線と共に現在の岩手県立中央病院の場所に建っていた旧日本専売公社工場までの引き込み線があり、山岸駅方面から北西方向に分岐する形で延びていた。この引き込み線は、工場の移転後も列車交換設備と共に1982年（昭和57年）ごろまで残っていた。現在も駅の前後にあるYポイントの名残のカーブに、わずかに当時の様子を偲ぶことができる。なお、この引き込み線跡にIGRいわて銀河鉄道の旧本社の入っていた建物が建っている。
元々は社員配置駅だったが、盛岡駅派遣となった後に無人駅（現在は盛岡統括センター管理）となった。かつては立派な木造の駅舎とキヨスクがあったが、1983年（昭和58年）に窓口と待合室のみの小さな駅舎に建て替えられ、1998年（平成10年）の無人化の際に再び建て替えられて、現在は改札もない待合室のみの簡便な駅舎となっている。無人化に伴い、県立中央病院に通院するために設けられた駅北側に通じる通路が閉鎖されたが、現在も名残として点字ブロックが残っている。
自動券売機や水道・トイレはなく、駅入口付近に自動販売機がある。駅前にはタクシー乗り場（列車運行時間帯は常駐）と、月極駐車場（ジャスター管理）がある。

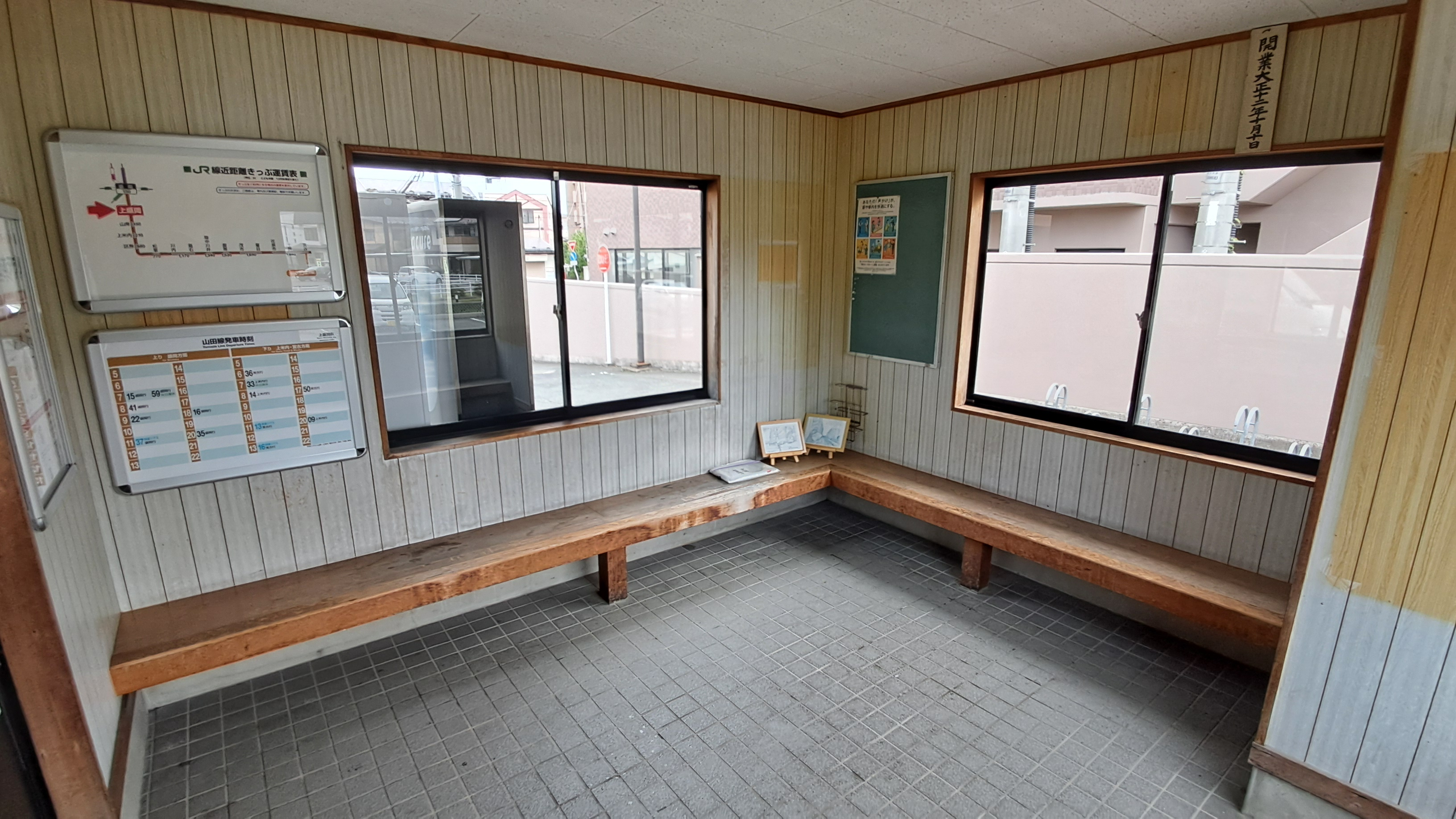
待合室（2024年5月）
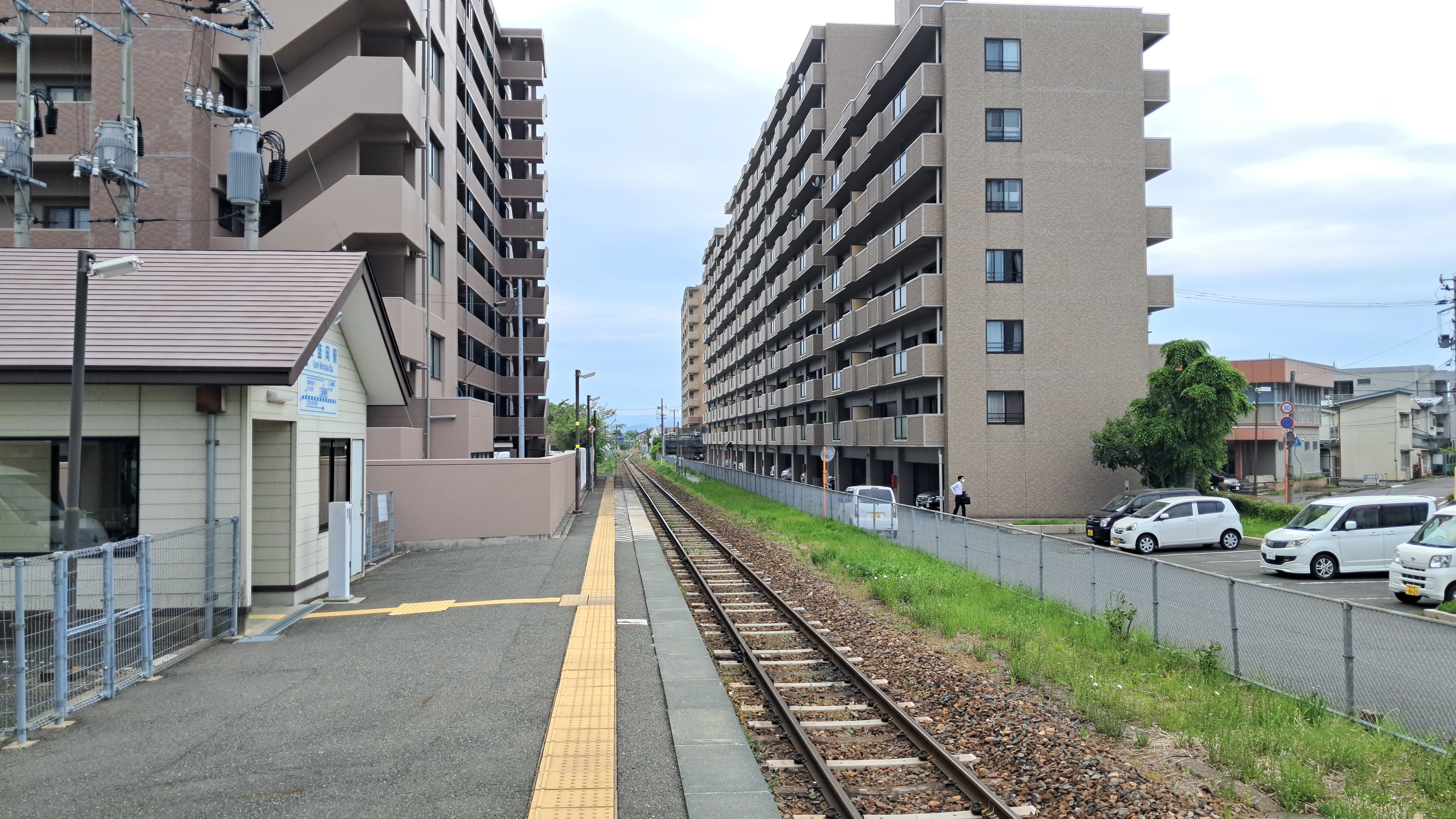
ホーム（2024年5月）
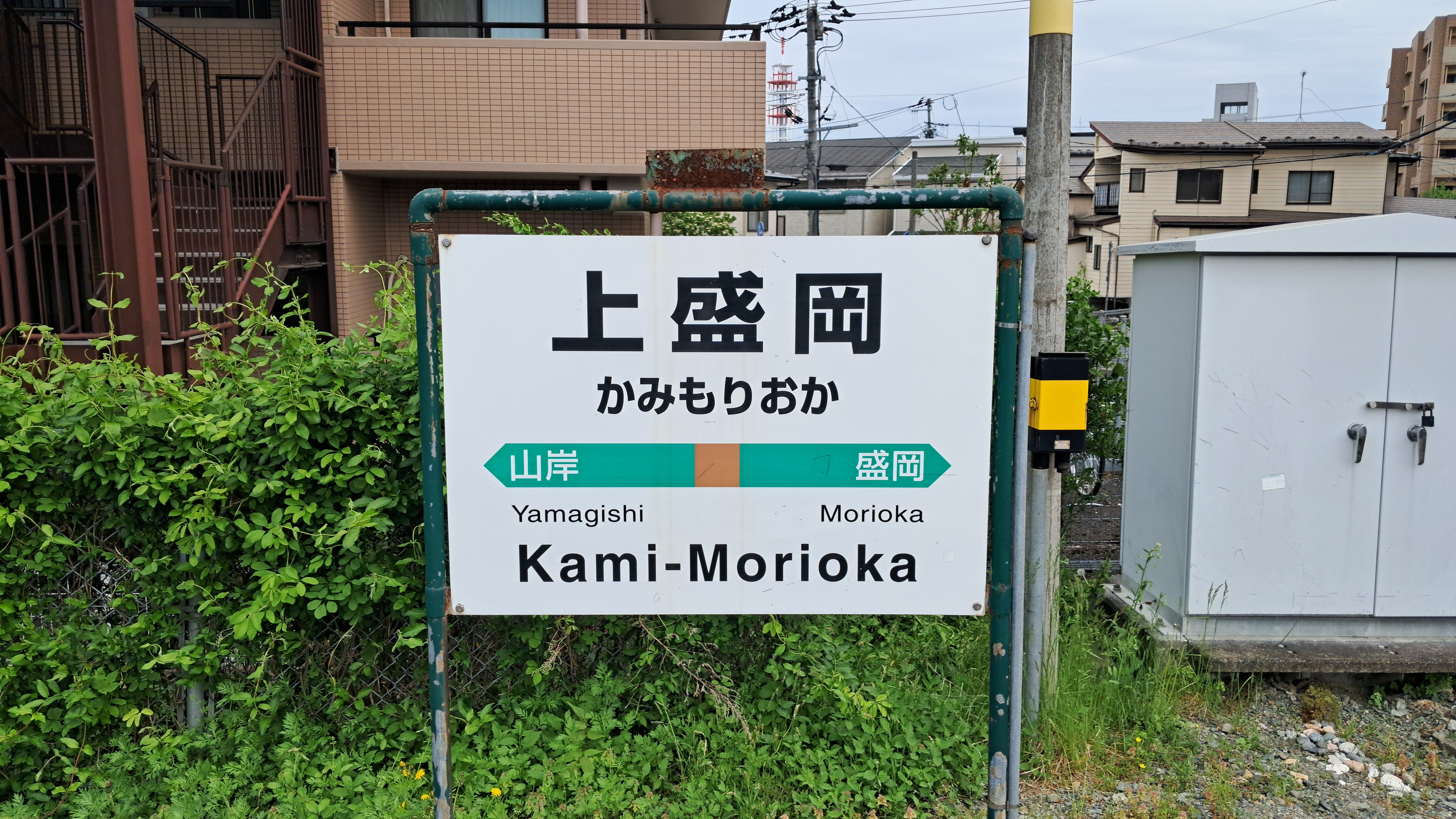
駅名標（2024年5月）

## 駅周辺
駅周辺は住宅地である。徒歩圏内に大学が2つあるためにアパートなども目立つ。盛岡市の中心部にも駅から徒歩10 - 15分程度と比較的近く、各種施設がそろっている。
官公庁、警察・消防
- 盛岡税務署
- 岩手県庁
- 盛岡東警察署 北山交番
- 盛岡東警察署 本町交番

学校
- 盛岡市立仁王小学校
- 盛岡市立上田中学校
- 岩手県立盛岡視覚支援学校
- 岩手県立杜陵高等学校
- 岩手県立盛岡第一高等学校
- 岩手大学
- 岩手医科大学 本町キャンパス

銀行・郵便局
- 岩手銀行 上田支店
- 盛岡上田郵便局
- 盛岡中央郵便局
- 秋田銀行 盛岡支店
- 岩手銀行 本店
- 北日本銀行 本店

小売店・コンビニなど
- ファル 上田店
- ビッグハウス 上盛岡店
- ツルハドラッグ 上田店

寺社
駅の北東から東側にかけての北山、名須川地区に多数所在する。
病院
駅の北側に県立中央病院、個人医院も多数所在する。
公園・緑地など
- 岩手大学農学部付属植物園
- 岩手大学教育学部付属自然観察園

その他
- IGRいわて銀河鉄道旧本社[注 1]
- 岩手県道132号上盛岡停車場線
- 国道4号
- 国道455号 起点

### バス路線
駅前には小さなロータリーがあるが、ここを発着するバスはない。周辺にいくつかバス停留所はあるものの、駅にはそれらの案内は一切なく、接続もしていない。
本町通三丁目、医大本町キャンパス前、県立中央病院前、仁王小学校前、名須川町の各停留所が至近（半径300メートル以内）に設置されている。

## 隣の駅
東日本旅客鉄道（JR東日本）
■山田線
□快速「リアス」・■普通
盛岡駅 - 上盛岡駅 - 山岸駅